# Neoarius graeffei
Neoarius graeffei is een straalvinnige vissensoort uit de familie van christusvissen (Ariidae). De wetenschappelijke naam van de soort is voor het eerst geldig gepubliceerd in 1867 door Kner & Steindachner.